# ژو دسن
ژوزف ایرا "ژو" دَسَن (داسَن) (به فرانسوی Joseph Ira "Joe" Dassin) (زادهٔ ۵ نوامبر ۱۹۳۸ – درگذشتهٔ ۲۰ اوت ۱۹۸۰) خواننده‌ و ترانه‌سرای فرانسوی-آمریکایی بود. او اولین خواننده فرانسوی‌زبان بود که با یک ناشر موسیقی آمریکایی قرارداد بست. در دههٔ ۷۰ میلادی آهنگ‌های او در صدر لیست‌ ترانه‌های فرانسوی بودند و در کشور فرانسه شهرت فراوانی دارد.

## اوایل زندگی
دسن در شهر نیویورک متولد شد. پدر او فیلم‌ساز آمریکایی ژول دسن (۲۰۰۸–۱۹۱۱) و مادرش بئاتریس لونه (۲۰۰۵–۱۹۱۳) نوازندهٔ ویولن متولد نیویورک بود که پس از فارغ‌التحصیل شدن از یک دبیرستان عبری در برانکس، در مدرسهٔ موسیقی جولیارد با ویولن‌نواز بریتانیایی، هارولد برکلی به تحصیل پرداخت.
والدینش هردو یهودی بودند. پدرش از نسل یهودیان روس ـ لهستانی با ریشه‌های اوکراینی (از اودسا) بود و پدربزرگ مادری‌اش یهودی مهاجری اهل اتریش بود که در یازده‌سالگی همراه خانواده‌اش وارد نیویورک شده‌بود.
پدرش، ژول داسن، کارگردان فیلم آمریکایی و مادرش، بئاتریس لانونر، ویولونیست بود. جو داسن در نیویورک و لس آنجلس دوران کودکی خود را گذراند. به دلیل سیاست‌های ضدکمونیستی جوزف مک‌کارتی، پدرش مجبور به ترک ایالات متحده شد و پس از اقامت در کشورهای مختلف اروپایی، در سال ۱۹۵۰ خانواده‌اش را به پاریس برد.
دسن در مدرسهٔ بین‌المللی ژنو و انستیتو لُ رزی در سوییس به تحصیل پرداخت و در گرونوبل فارغ‌التحصیل شد. دسن سپس از والدینش جدا شد و به ایالات متحده بازگشت. دکترایش را در مردم‌شناسی فرهنگی در دانشگاه میشیگان در شهر ان‌اربور ایالت میشیگان گرفت.
پس از فارغ‌التحصیلی، در سال ۱۹۶۳ به پاریس برگشت و به عنوان نویسنده مشغول به کار شد و رمان‌ها و مقالاتی برای مجلات آمریکایی چون نیویورکر و پلی‌بوی نوشت و همچنین در رادیو لوکزامبورگ کار کرد. مدتی نیز در صنعت فیلم مشغول بود و به پدرش در فیلمبرداری فیلم توپکاپی (۱۹۶۴) کمک کرد.

## زندگی حرفه‌ای

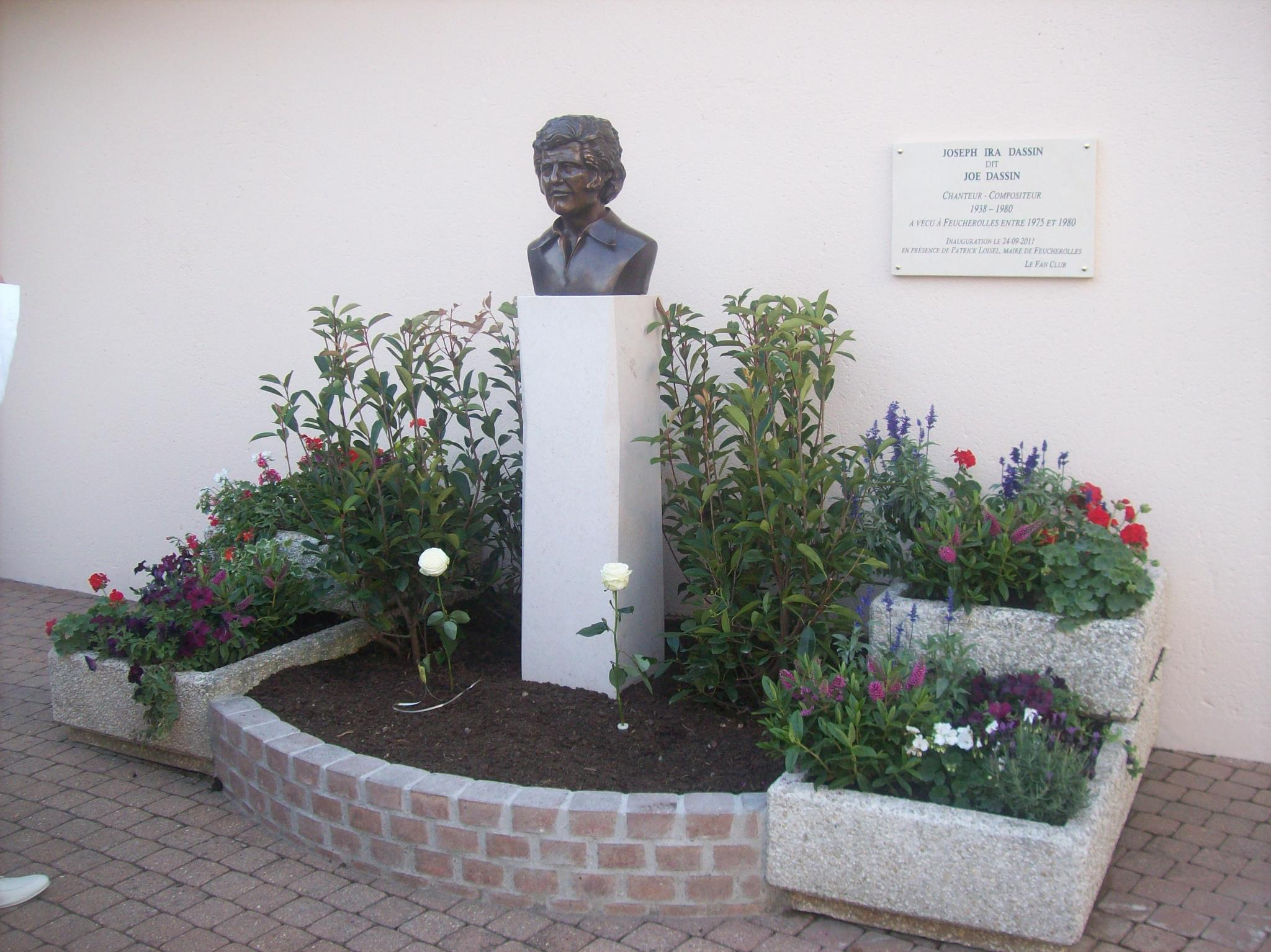
نیم تنه برنزی ژو دسن به عنوان یادبود.

با رفتن به فرانسه، دسن به‌عنوان تکنیسین در فیلم‌های پدرش مشغول به کار شد و در نقش‌های جانبی در چند فیلم ساختهٔ پدرش ازجمله توپکاپی (در نقش ژوزف) ظاهر شد.
در ۲۶ دسامبر سال ۱۹۶۴ دسن قراردای را با سی‌بی‌اس رکوردز (کلمبیا رکوردز) امضا کرد که او را به نخستین خوانندهٔ فرانسوی که با ناشر موسیقی آمریکایی قرارداد بست بدل کرد و اولین تک‌آهنگ او به نام Je change un peu de vent منتشر شد.
دهه ۱۹۷۰ موفق‌ترین دوران حرفه‌ای جو داسن بود. او تقریباً هر سال یک یا دو تک‌آهنگ موفق منتشر کرد که به فروش بالایی رسیدند، از جمله Les Champs-Élysées (1969)، یکی از مشهورترین ترانه‌هایش، و نسخه‌های فرانسوی از آهنگ‌های معروف انگلیسی‌زبان مانند L’Amérique (1970) بر اساس آهنگ Yellow River از کریستی، Ma Musique (1975) بر اساس Sailing از راد استوارت، و L’été indien (1975) بر اساس Africa از آلباتروس. دیگر موفقیت‌های بزرگ او شامل La fleur aux dents (1971)، Et si tu n'existais pas (1975)، Ça va pas changer le monde (1975)، Le jardin du Luxembourg (1976) و Dans les yeux d'Émilie (1977) بودند.
در آلمان، داسن با آلبوم Septemberwind که شامل نسخه آلمانی Les Champs-Élysées بود، موفقیت زیادی کسب کرد. دیگر ترانه‌های معروف به زبان آلمانی او شامل In Versailles in dem großen Garten, Schöne Grüße an Mama و Es gibt Mädchen so zum Träumen (نسخه آلمانی La fleur aux dents) بودند. در اواخر دهه ۱۹۷۰، داسن بازار آلمان را ترک کرد و تمرکز بیشتری روی ضبط آهنگ‌های اسپانیایی‌زبان گذاشت تا بازارهای جنوب اروپا و آمریکای لاتین را تسخیر کند.
در مجموع، حدود ۵۰ میلیون نسخه از آثار جو داسن در سراسر جهان فروخته شده است که ۱۷ میلیون نسخه از آن‌ها در فرانسه بوده است.
پسر جو داسن، موسیقیدان ژولین داسن، در سال ۲۰۱۰ یک موزیکال به نام Il etait une fois Joe Dassin را به یاد پدرش به روی صحنه برد.
در سال ۲۰۱۳، خواننده هلن سگارا آلبومی به نام Et si tu n'existais pas منتشر کرد که در آن دوئت‌های مجازی با جو داسن وجود داشت و این آلبوم به وضعیت پلاتینی رسید.
در چهلمین سالگرد درگذشت جو داسن، در اکتبر ۲۰۲۰ آلبومی شامل بازخوانی‌های آثار او توسط هنرمندان مختلف منتشر شد.
در سال ۲۰۲۲، آلبوم Garou joue Dassin توسط خواننده کانادایی گارو منتشر شد.

## زندگی خصوصی

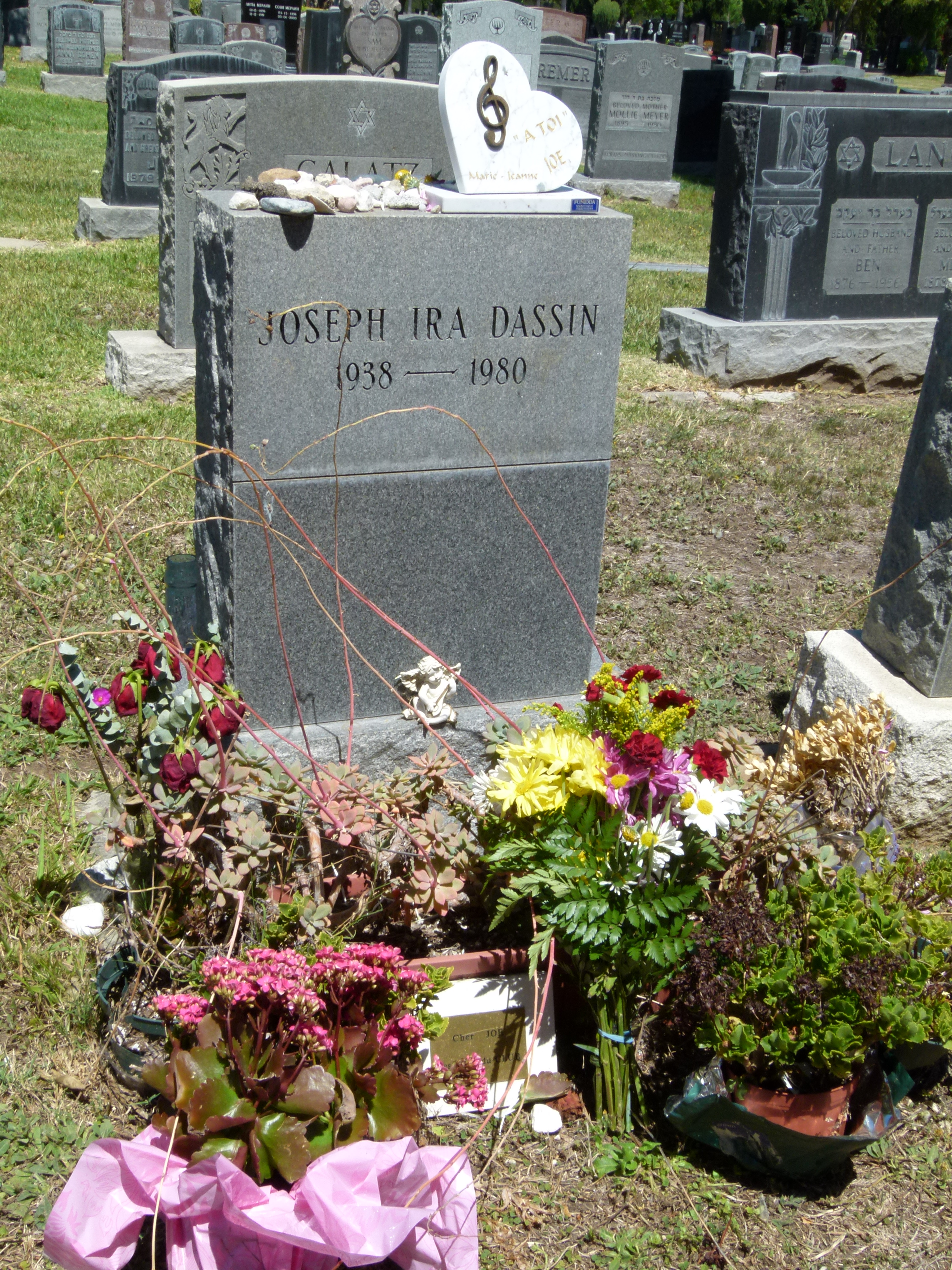
قبر ژو دسن در گورستان هالیوود در لس آنجلس، کالیفرنیا.

دسن با ماریس ماسیه‌را (که نام واقعی‌اش ایوت است) در ۱۸ ژانویهٔ ۱۹۶۶ در پاریس ازدواج کرد. پسرشان، جاشوا، یک‌ونیم/دو ماه زودتر از موعد، در ۱۲ سپتامبر ۱۹۷۳ به دنیا آمد و پنج روز بعد مُرد. والدین سخت آسیب‌دیده، پس از آن جدا از هم زندگی کردند، اما تا ۱۹۷۷ طلاق نگرفتند.
در ۱۴ ژانویهٔ ۱۹۷۸ دسن با کریستینا دلوو پاولوپولو ازدواج کرد و آن‌ها ۱۵ مارس همان سال به آتن رفتند. پسر اولشان، جاناتان، در ۱۴ سپتامبر ۱۹۷۸ به دنیا آمد. پسر دوم آن‌ها، جولین، در ۲۲ مارس ۱۹۸۰ به دنیا آمد. کریستینا در دسامبر ۱۹۹۵ درگذشت.

## مرگ
دسن به‌علت سکتهٔ قلبی، هنگام تعطیلات در تاهیتی، در ۲۰ اوت ۱۹۸۰ جان سپرد. بازماندگان او دو پسرش ــ که هردو ساکن فرانسه هستند ــ و دو خواهرش ریچل (متولد ۱۹۴۰) و جولی (متولد ۱۹۴۵) هستند.
دسن در آرامگاه بت اولام، که بخشی از قبرستان «هالیوود برای همیشه» است در هالیوود کالیفرنیا دفن شده است.